# The Uncensored Library
The Uncensored Library ("Thư viện Không Kiểm Duyệt") là một dự án Minecraft được tạo bằng BlockWorks và DDB Berlin bởi Phóng viên không biên giới nhằm chống lại sự kiểm duyệt của các quốc gia. Bản đồ này được phát hành lần đầu ngày 12 tháng 3 năm 2020 - ngày Thế giới chống Kiểm duyệt Internet. Hiện tại, The Uncensored Library có những thông tin về Việt Nam, Nga, Ai Cập, Mexico và Ả Rập Xê Út và có thể được truy cập bằng cách tải bản đồ từ trang web chính thức hoặc kết nối tới máy chủ trực tuyến.